# Szymanówek (Varsovie-ouest)
Pour les articles homonymes, voir Szymanówek.
Szymanówek [ʂɨmaˈnuvɛk] est un village polonais, situé dans la Powiat de Varsovie-ouest et dans la voïvodie de Mazovie dans le centre-est de la Pologne.
Le village a une population de 28 habitants en 2000.